# Spindelvävstaklök
Spindelvävstaklök (Sempervivum arachnoideum) är en art i familjen fetbladsväxter. Arten förekommer i Europas bergsområden från Pyrenéerna till Apenninerna, Karpaterna och Korsika. Spindelvävstaklök är kalkskyende. I Sverige odlas spindelvävstaklök som trädgårdsväxt.
Arten är mycket mångformig.
Två underarter erkänns:
- subsp. arachnoideum - förekommer i den östra delen av utbredningsområdet. Bladrosetterna blir 0,5-2 cm i diameter.
- subsp. tomentosum - med sydvästlig utbredning. Bladrosetterna blir 1,5-3 cm i diameter och är mer kraftigt håriga. Håren försvinner vanligen under hösten och vintern.

## Hybrider
Spindelvävstaklök bildar lätt hybrider med andra arter, både i naturen och i odling.
- Sempervivum ×barbulatum = spindelvävstaklök × bergtaklök (S. montanum)

- Sempervivum ×fauconnettii = spindelvävstaklök × taklök (S. tectorum)

- Sempervivum ×funckii = spindelvävstaklök × bergtaklök (S. montanum) × taklök (S. tectorum)

- Sempervivum ×roseum = spindelvävstaklök × alptaklök (S. wulfenii)

- Sempervivum  ×vaccarii = spindelvävstaklök × hartstaklök (S. grandiflorum)

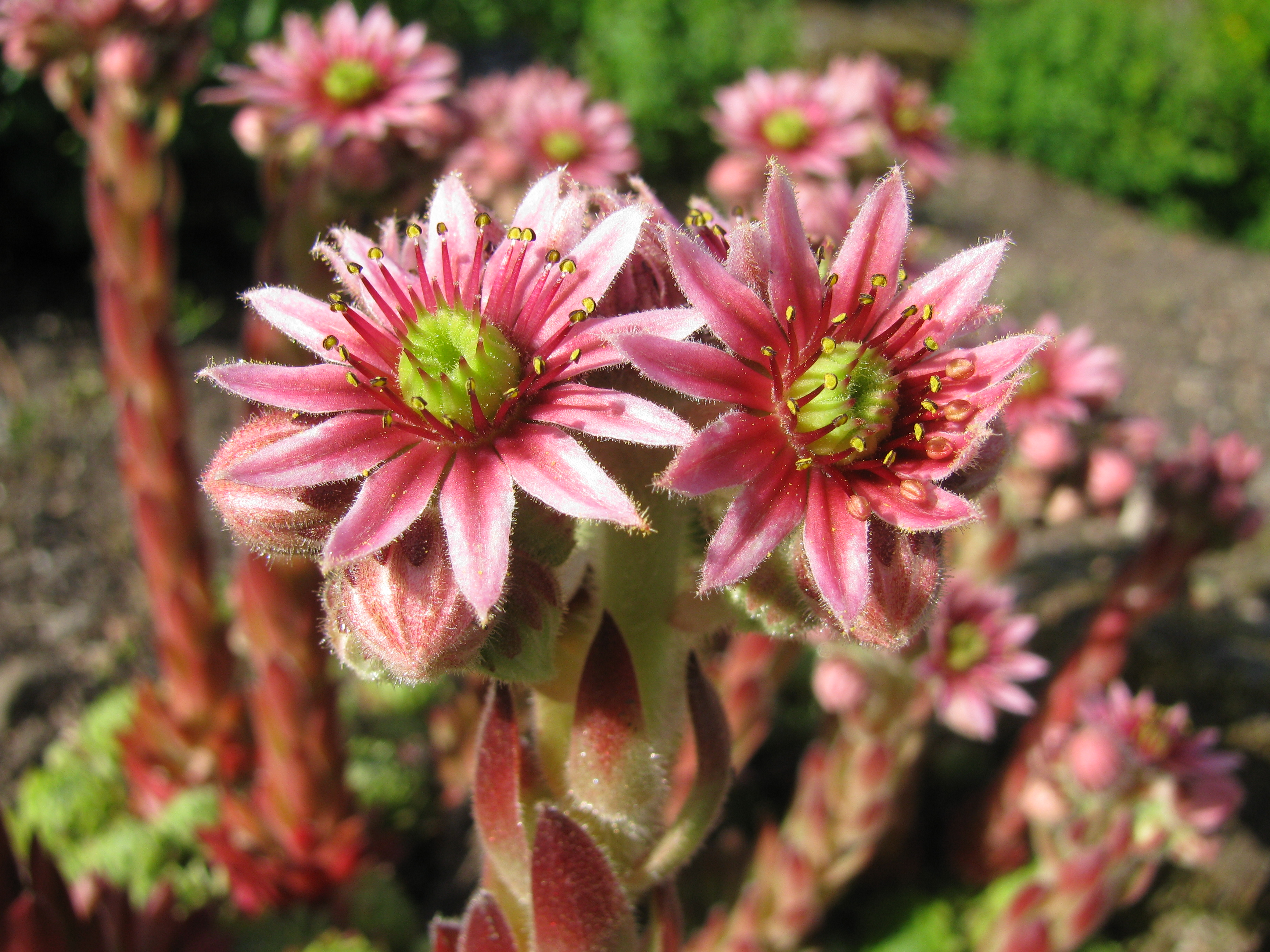
Sempervivum ×funckii

## Synonymer
subsp. arachnoideum
Sedum arachnoideum (L.) E.H.L.Krause
Sempervivum arachnoideum subsp. doellianum (C.B.Lehm.) Nyman
Sempervivum arachnoideum subsp. doellianum Schinz & Thell.
Sempervivum arachnoideum subsp. sanguineum (Jeanb. & Timb.-Lagr.) H.Marcailhou & A.Marcailhou
Sempervivum arachnoideum var. glabrescens Willk.
Sempervivum arachnoideum var. sanguineum (Jeanb. & Timb.-Lagr.) Rouy & E.G.Camus
Sempervivum doellianum C.B.Lehm.
Sempervivum moggridgei De Smet ex Hook.f.
subsp. tomentosum (C.B.Lehm. & Schnittsp.) Schinz & Thell.
Sempervivum webbianum hort. ex C.B.Lehm & Schnittsp.
Sempervivum sanguineum Jeanb. & Timb.-Lagr.
Sempervivum laggeri Schott
Sempervivum arachnoideum var. tomentosum P.Fourn.
Sempervivum tomentosum C.B.Lehm. & Schnittsp.
Sempervivum arachnoideum var. tomentosum (C.B.Lehm. & Schnittsp.) Cariot & St.-Lag.